# Amaryllis (альбом)
«Amaryllis» — четвертий студійний альбом американського рок-гурту Shinedown. В США альбом вийшов 23 березня 2012.

## Список пісень
| #     | Назва                      | Автор                                          | Тривалість |
| ----- | -------------------------- | ---------------------------------------------- | ---------- |
| 1.    | «Adrenaline»               | Брент Сміт, Девід Бессетт                      | 3:26       |
| 2.    | «Bully»                    | Сміт, Зач Маерс, Бессетт                       | 4:02       |
| 3.    | «Amaryllis»                | Сміт, Бессетт                                  | 4:04       |
| 4.    | «Unity»                    | Сміт, Ерік Басс, Бессетт                       | 4:12       |
| 5.    | «Enemies»                  | Сміт, Басс, Бессетт                            | 3:08       |
| 6.    | «I'm Not Alright»          | Сміт, Дейна Калайтрі, Ніна Оссофф, Каті Соммер | 3:07       |
| 7.    | «Nowhere Kids»             | Сміт, Басс, Бессетт                            | 3:11       |
| 8.    | «Miracle»                  | Сміт, Бессетт                                  | 3:38       |
| 9.    | «I'll Follow You»          | Сміт, Бессетт                                  | 3:58       |
| 10.   | «For My Sake»              | Сміт, Бессетт                                  | 3:47       |
| 11.   | «My Name (Wearing Me Out)» | Сміт, Бессетт                                  | 3:36       |
| 12.   | «Through the Ghost»        | Сміт, Бессетт                                  | 4:01       |
| 44:10 |                            |                                                |            |

## Учасники запису
- Брент Сміт — вокал
- Зак Маєрс — беквокал, гітара
- Ерік Басс — бас-гітара, беквокал
- Баррі Керч — ударні

## Чарти
| Чарт (2008)                         | Місце |
| ----------------------------------- | ----- |
| Austrian Albums Chart               | 43    |
| Canadian Albums Chart               | 7     |
| Dutch Albums Chart                  | 85    |
| German Albums Chart                 | 36    |
| Swiss Albums Chart                  | 28    |
| UK Albums Chart                     | 18    |
| US Billboard 200                    | 4     |
| US Billboard Top Alternative Albums | 1     |
| US Billboard Hard Rock Albums Chart | 1     |
| US Billboard Rock Albums Chart      | 1     |